# Hallischer Pietismus

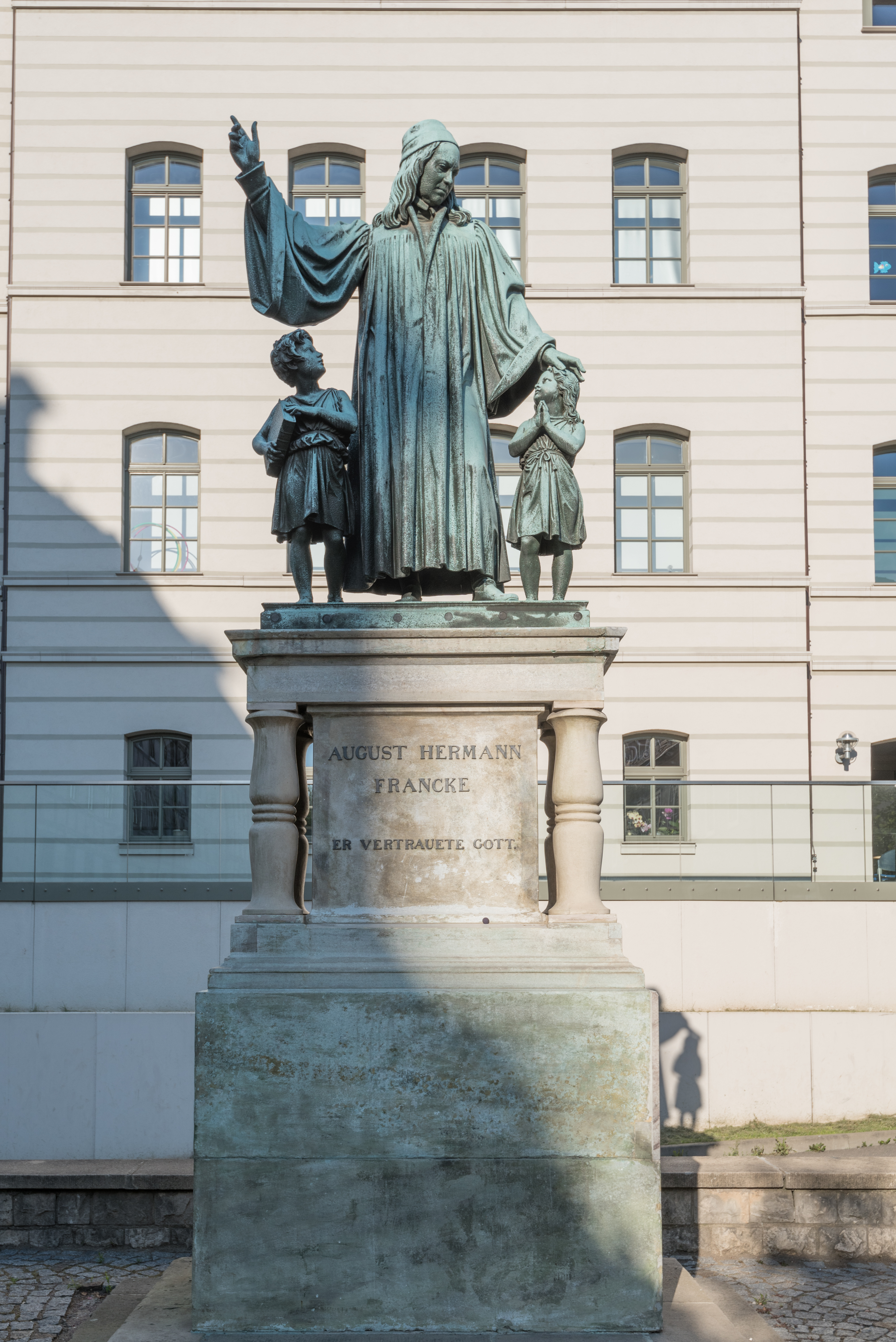
Francke-Denkmal in den Franckeschen Stiftungen (Christian Daniel Rauch, 1829)

Der Hallische Pietismus (auch Hallescher Pietismus) ist eine Form des lutherischen Pietismus, die auf den Theologen und Pädagogen August Hermann Francke zurückzuführen ist. Francke kooperierte bei dem Aufbau seiner Schulstadt (Franckesche Stiftungen) und bei der Studienreform in Halle eng mit dem preußischen Staat.

## „Preußische Staatsreligion“ mit internationaler Ausstrahlung
Nach Johannes Wallmann handelt es sich beim Hallischen Pietismus um eine Richtung des Pietismus, die zwar in Halle durch Francke und seine Mitarbeiter geprägt wurde, aber bereits vorher in Leipzig und Erfurt existent war, letzten Endes angeregt durch Philipp Jacob Spener in Berlin. Daher gibt es auch die Bezeichnung als „Spener-Franckeschen Pietismus“.
Die Universität Halle wurde 1694 neu gegründet, und mehrere Lehrstühle gingen an pietistische Dozenten. Außer Francke wirkten hier Paul Anton, Joachim Justus Breithaupt, Anastasius Freylinghausen und Joachim Lange. Sie alle vertraten die gleiche Richtung.
In Preußen war neben Halle als Strahlungszentrum auch Ostpreußen eine eigenständige, pietistisch geprägte Region. Diesen Pietismus, mit dem sich z. B. Kant, Herder und Hamann auseinandersetzten, kann man in einem weiteren Sinn als Hallischen Pietismus bezeichnen. Zunächst hatte Georg Friedrich Rogall an der Universität Königsberg die „Hallesche Lehrart“ eingeführt; ab 1728 war das ostpreußische Konsistorium pietistisch. Die ostpreußische Spielart des Hallischen Pietismus, so Martin Brecht, „wirkt in manchem enger.“ Mit Blick auf Halle und Ostpreußen bezeichnete der Historiker Carl Hinrichs den Pietismus als „preußische Staatsreligion.“ Eng damit verknüpft sind bis heute die sogenannten „preußischen Tugenden“, die alle als Verkörperungen der Ideale des Hallischen Pietismus gelten dürfen.
Andererseits blieb der Hallische Pietismus kein auf Preußen beschränktes Phänomen. Die theologische Fakultät in Halle zog zahlreiche auswärtige Studenten an, die dann zuhause als Multiplikatoren wirkten. In verschiedenen protestantischen Regionen Deutschlands gab es deshalb eine Phase, in der sie durch den Hallischen Pietismus geprägt wurden. Francke wurde auf seiner „Reise ins Reich“ 1717/1718 überall ehrenhaft empfangen. Als ein Prediger der altlutherischen Orthodoxie ihn in Ulm öffentlich kritisierte, erlaubte ihm der Stadtrat, im Ulmer Münster selbst zu predigen, was Francke auch vor großem Publikum tat und als „völligen Sieg des Glaubens“ verbuchen konnte. Die Reise war insgesamt ein Erfolg.
Francke pflegte einen ausgedehnten Briefwechsel mit Freunden in anderen Staaten (insbesondere mit der deutschen Bevölkerung in Nordamerika, Russland, dem Baltikum und Südosteuropa), was vielerorts zur Gründung von Schulen und Waisenhäusern nach Hallischem Muster führte. 1706 wurden Bartholomäus Ziegenbalg und Heinrich Plütschau von der Dänisch-Hallischen Mission nach Indien ausgesandt, 1742 wurde Heinrich Melchior Mühlenberg nach Nordamerika ausgesandt und wurde zum Organisator der dortigen lutherischen Kirche.

## „Buß-Kampf“ und Bekehrungserlebnis

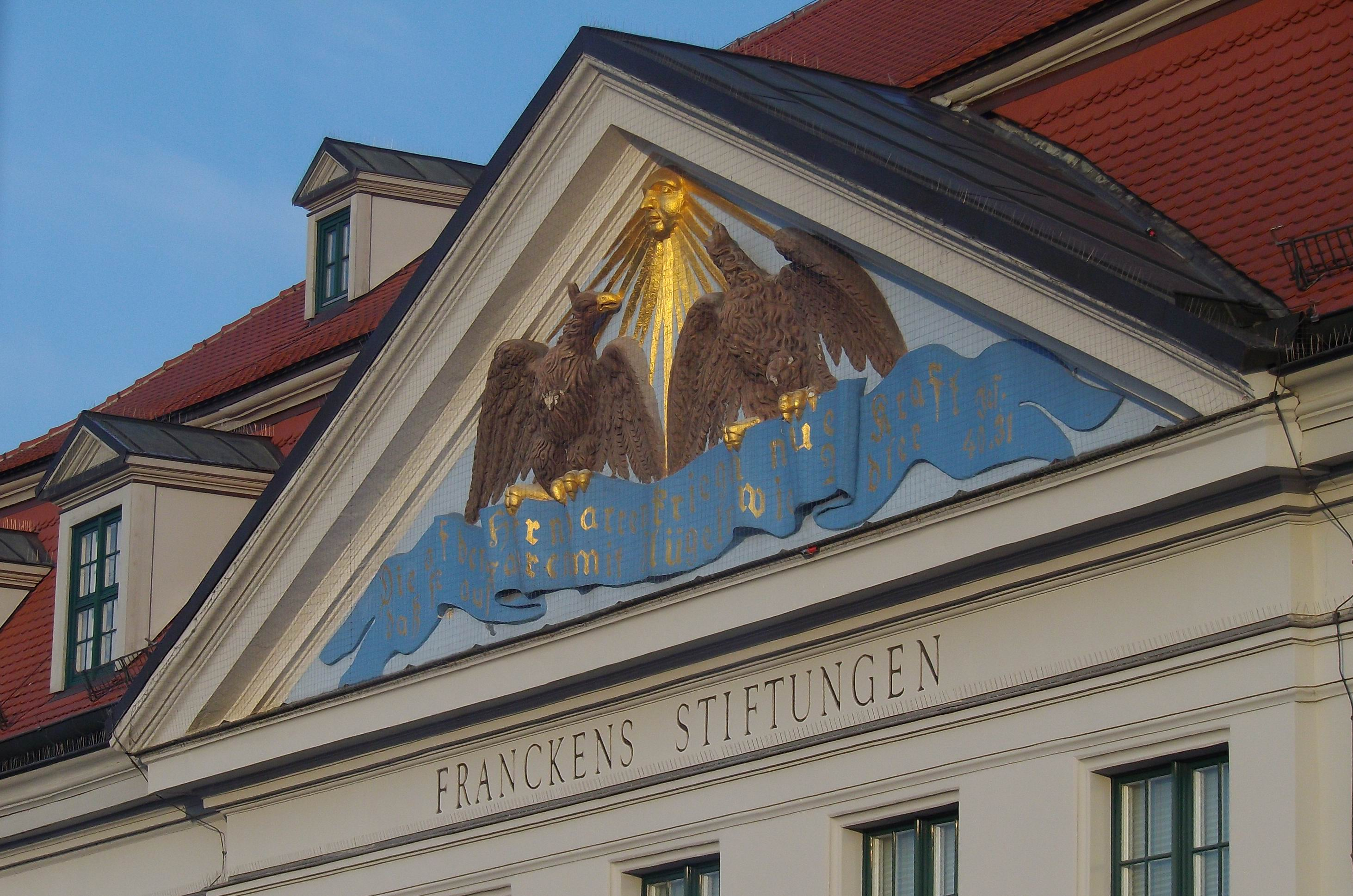
In die Sonne schauende Adler am Giebelfeld des Historischen Waisenhauses. Sie symbolisieren die gelassene Lebenshaltung des Christen nach dem Bekehrungserlebnis.

Kennzeichnend für Franckes Frömmigkeitstyp ist die plötzliche, datierbare und einmalige Bekehrung.
Francke hatte 1687 in Lüneburg ein religiöses Erlebnis, das seine vorausgegangene innere Krise beendete: „Denn wie man eine Hand umwendet, so war alle mein Zweiffel hinweg.“ Durch die Lektüre von Johann Arndt und Miguel de Molinos war Francke bereits mit dem Gedanken vertraut, dass es eine plötzliche Lebenswende, einen Durchbruch, zu Gott hin geben könne. Wallmann meint, dass das Motiv der einmaligen, datierbaren Bekehrung aus dem Calvinismus stamme und von Theophil Großgebauer dem deutschsprachigen Luthertum vermittelt worden sei. Bei einem Gespräch mit dem Superintendenten Heinrich Wilhelm Scharff im Kloster Lüne – einem Anhänger Großgebauers – habe Francke dieses Konzept kennengelernt. Franckes Bekehrungserlebnis erfolgte einen Tag nach dem Gespräch mit Scharff.
Später hat Francke den Bekehrungsweg systematisch dargestellt. Zwar werde man schon als Säugling durch den Taufbund in die Gotteskindschaft aufgenommen, aber der Mensch breche diesen Bund, so dass er in der Buße erneuert werden müsse. Das geschieht nach Francke gemäß der „Ordnung Gottes“ in mehreren Stufen:
1. „Göttliche Rührung“ des Sünders z. B. durch Leiden oder durch ein treffendes Wort. Lässt sich der Mensch davon ansprechen, folgt die nächste Stufe.
2. „Buß-Kampf“ durch Auseinandersetzung mit Teufel und Welt. Der Mensch erfährt sein Scheitern, bereut es und sehnt sich nach Gottes Vergebung. Diese „Geburts-Schmertzen“ (länger andauernde Lebenskrise, tiefe Niedergeschlagenheit) sind unvermeidlich.
3. „Durchbruch“, der Sünder ergreift die Rechtfertigung und tritt in den Stand des Glaubens. Dies geht mit positiven Empfindungen (Trost, Freude) einher.

Francke verstand sich als Lutheraner und meinte, hierbei im Einklang mit Martin Luther zu sein; tatsächlich setzte er einige Akzente anders. Der „Durchbruch“ bedeutet bei ihm eine Statusveränderung des Menschen, zwar sei der Mensch lebenslang Anfechtungen ausgesetzt, doch diese haben nach der Bekehrung nicht mehr so viel Gewicht. Francke betonte anders als Luther die menschliche Willensfreiheit; die Frömmigkeit müsse aus den Werken erkennbar sein. Die Kirche werde durch die frommen Mitglieder konstituiert, nicht wie bei Luther durch Wort und Sakrament.

## Bibelstudium
An der theologischen Fakultät der Universität Halle führte Francke die von Spener angeregte Reform des Theologiestudiums durch. In den Mittelpunkt wurde das Erlernen der biblischen Sprachen Hebräisch und Griechisch sowie die gründliche Arbeit mit dem biblischen Urtext gestellt. Entwertet wurde demgegenüber, was bisher den Lehrplan der lutherischen Orthodoxie dominiert hatte: aristotelische Philosophie und konfessionelle Polemik.
Im Sommer 1696 entwarf Francke eine biblische Hermeneutik (Manductio ad lectionem Sacrae Scripturae). Grundsätzlich unterschied er bei der Bibel zwischen Schale und Kern. Die Schale – der Text – soll philologisch, historisch und logisch untersucht werden. Den Kern können aber nur die Wiedergeborenen geistlich erfassen. Wer diese lebendige Erkenntnis habe, erkenne die „symphonische Harmonie“ der ganzen Bibel und komme zu einer praktischen, alltagsrelevanten Aneignung. „Man entfernte sich von der orthodoxen Auffassung eines einzigen, buchstäblichen Sinnes und setzte einen doppelten oder sogar auch dreifachen Sinn der Schrift voraus: den buchstäblichen, den geistlichen und den mystischen.“
Da Francke das Bibelstudium für einen wichtigen Teil des christlichen Lebens hielt, gab er Ratschläge, wie jeder Christ auch ohne große Vorkenntnisse „die heilige Schrifft zu seiner wahren Erbauung lesen solle“. Wichtig sei, dass das Bibellesen von Gebet begleitet werde und in die Meditation übergehe. Dabei solle man den Zweck („Skopus“) des jeweiligen biblischen Buchs kennen, der vom Hauptzweck der ganzen Bibel („unsere Seligkeit“) umfasst werde.
Durch die philologische Beschäftigung mit dem Urtext wurde Francke auf Fehler in der Lutherbibel aufmerksam. Ab Januar 1695 veröffentlichte er eine Monatsschrift mit dem Titel Observationes biblicae, worin „die Teutsche Übersetzung des Sel. Lutheri gegen den Original-Text gehalten und bescheidentlich gezeiget wird Wo man dem eigentlichen Wort-Verstande näher kommen könne“. Waren in der altlutherischen Orthodoxie schon erhebliche Vorbehalte gegen Franckes „Buß-Kampf“ und seine Lehre von der Kirche (Ekklesiologie) vorhanden, so hatte er mit der Kritik an der Lutherbibel seinen Gegnern weitere Munition geliefert. Francke focht das nicht an. Er hielt die Lutherübersetzung wohl für unübertroffen; Luther sei aber ein fehlbarer Mensch, seine Bibel könne und solle revidiert werden.

## Pädagogik
Francke baute aus bescheidenen Anfängen und unterstützt von seinem Mitarbeiterstab eine Schulstadt auf, in der ein großer Teil der künftigen preußischen Offiziere und Beamten erzogen wurde. Zum Konzept des Unterrichts äußerte er sich 1702 in einer Programmschrift („Kurzer und einfältiger Unterricht, wie die Kinder zu wahrer Gottseligkeit und christlicher Klugheit anzuführen sind“).
Ziel sei die Gottseligkeit und christliche Klugheit des Kindes, der Weg dahin gehe über die Einübung liebevoller christlicher Verhaltensweisen schon in früher Kindheit (nicht durch Dressur), wobei dem Vorbild des Erziehers besondere Bedeutung zukomme. Anstelle von auswendig zu lernenden Katechismusformeln sollten biblische Geschichten erzählt werden. Möglichst bald sollten die Kinder selbst imstande sein, in der Bibel zu lesen.
Der „natürliche Eigenwille“ des Kindes müsse „gebrochen“ werden, sein Gegenteil, den Gehorsam, sollten Christen einander jederzeit erweisen (also auch über Standesgrenzen hinweg), soweit Gottes Ehre nicht angetastet werde. Ständige Beaufsichtigung und Beschäftigung der Kinder sollten deren Züchtigung möglichst überflüssig machen; erlaubt war Abwechslung, spielerisches Lernen und sportliche Betätigung, verpönt dagegen Müßiggang und Zerstreuung.

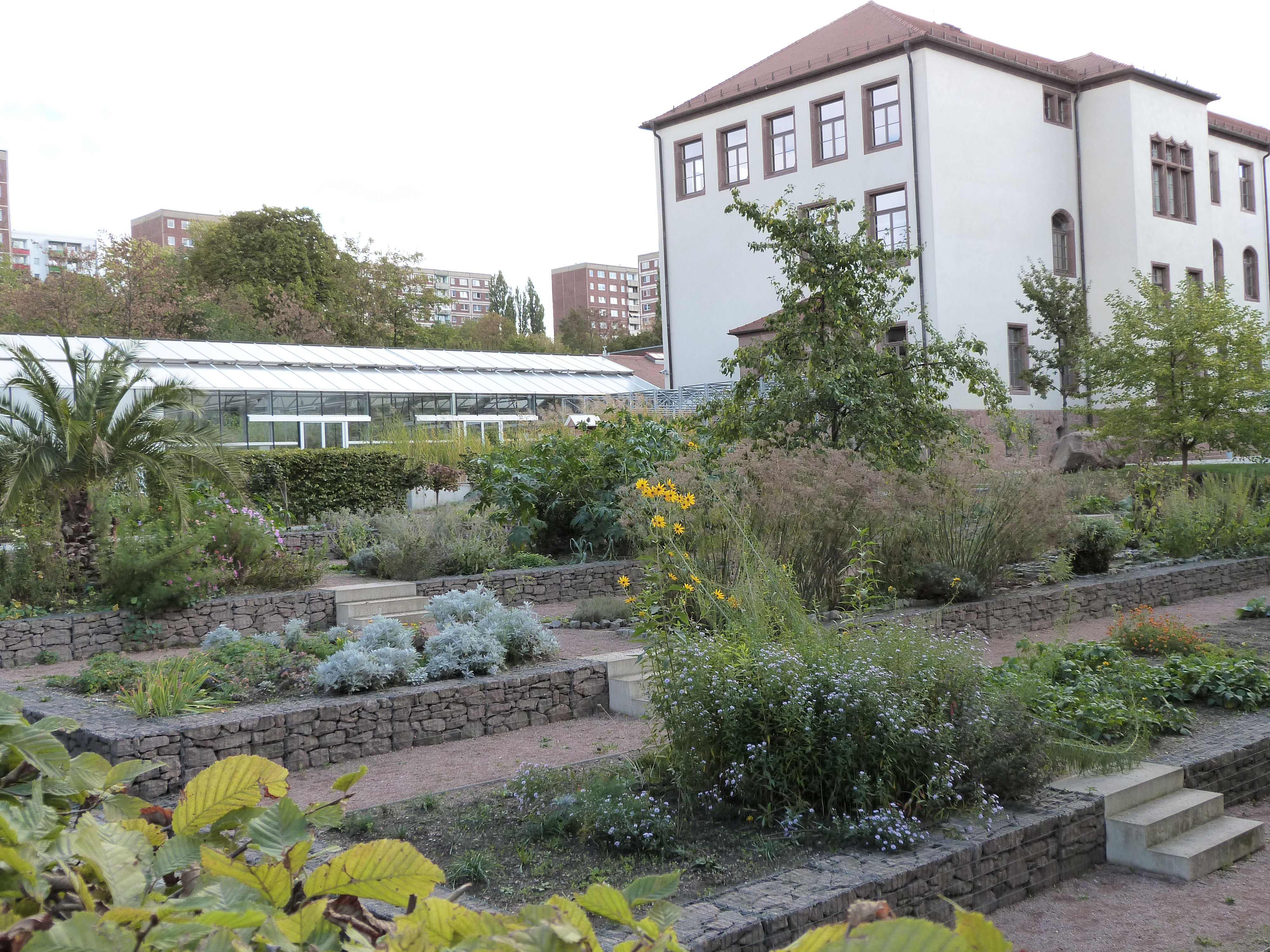
„Pflantz-Garten“ der Franckeschen Stiftungen

Francke führte die Realfächer Biologie, Astronomie, Physik, Erdkunde und Geschichte im Unterricht ein und ermöglichte es den Schülern, je nach ihren Begabungen eigene Schwerpunkte zu setzen. Eine Naturalienkammer, ein astronomisches Observatorium, eine mechanische Werkstatt und ein botanischer Garten sollten den Unterricht anschaulich und praxisnah gestalten. Andererseits waren Theaterspiel, Romanlektüre oder „politische Maulaffen“ in diesem Lehrplan nicht vorgesehen, sie galten als „Alfanzereien“ und „Teufelsfaxen“.

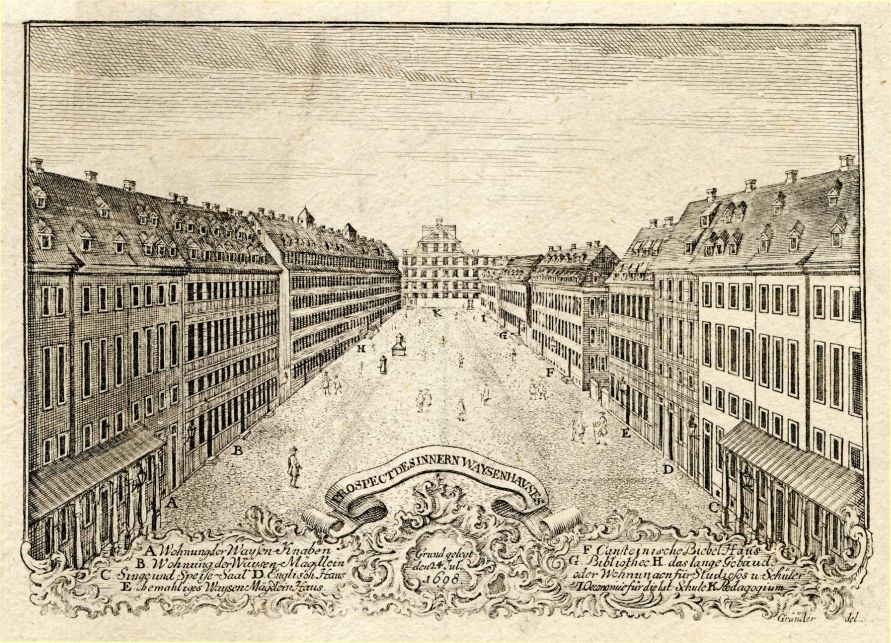
Hof der Franckeschen Stiftungen (Kupferstich, um 1750)

Auch die Erholungszeiten folgten monoton einem vorgegebenen Schema: „die ‚Ergötzlichkeit‘ am Samstagnachmittag (Verteilung von Semmeln oder Obst…), die lehrreichen Spaziergänge bei gutem Wetter, das gemessene Hin- und Hergehen im Pausenhof und die Beteiligung an den handwerklichen Arbeiten“, das alles unter ständiger Beaufsichtigung.
Die Schüler wurden zur Selbstkontrolle erzogen. Francke empfahl eine tägliche abendliche Gewissenserforschung und regte an, dass die älteren Schüler Tagebuch führten. Den Bußkampf, den Francke selbst durchlaufen hatte, sollten auch die Schüler nachvollziehen und durch das Bekehrungserlebnis zu gelassenem, unermüdlichen Einsatz für Gott voranschreiten. Symbol dafür war der Adler, der sich von der Erde gelöst hat und ungeblendet das Licht der Sonne schaut. Diese Darstellung krönt das Giebelfeld über dem Hauptportal des Halleschen Waisenhauses.

## Theologen des Hallischen Pietismus

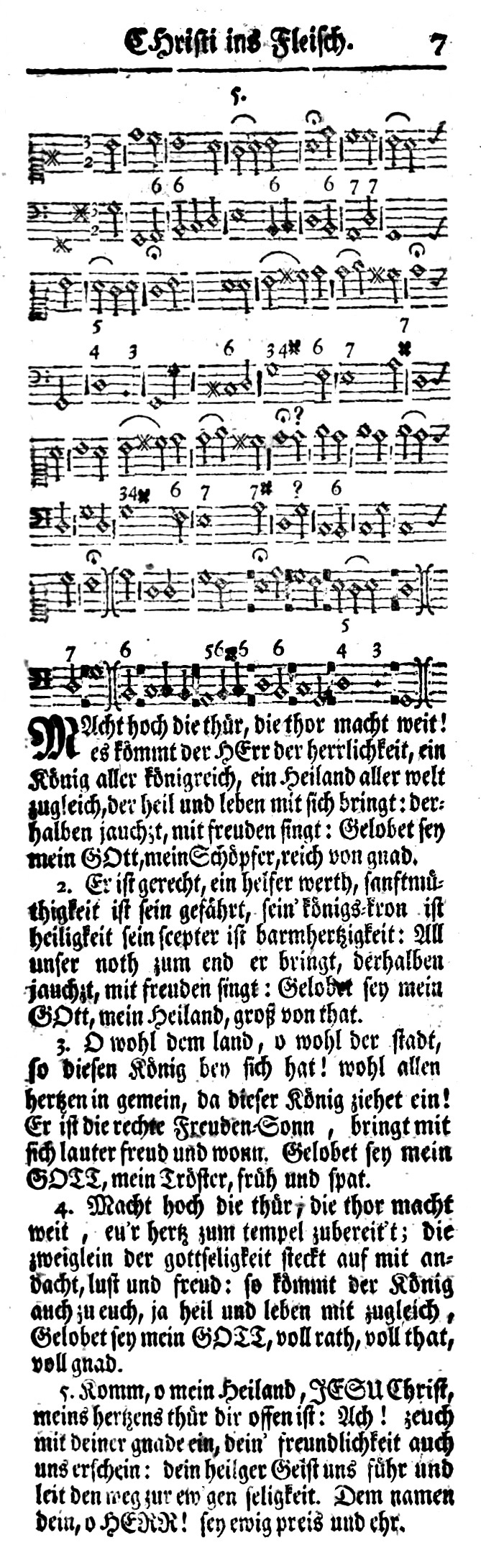
EG 1 „Macht hoch die Tür“ in Freylinghausens Geistreichem Gesangbuch, mit beziffertem Bass

- Johann Daniel Herrnschmidt war von Francke als Nachfolger ausersehen worden. Er war Theologieprofessor und Subdirektor des Waisenhauses, verstarb aber früh.[24] Er ist auch als Liederdichter bekannt (EG 303: Lobe den Herren, o meine Seele!)
- Johann Jakob Rambach erhielt nach Franckes Tod 1727 dessen Lehrstuhl in Halle. Von ihm stammt die bedeutendste pietistische Hermeneutik (Institutiones hermeneuticae sacrae, 1723).
- Johann Anastasius Freylinghausen verfasste die klassische Dogmatik des Hallischen Pietismus (Grundlegung der Theologie, 1703). Er war auch der Herausgeber des bedeutendsten pietistischen Gesangbuchs, Geistreiches Gesangbuch (Halle 1704) und Neues Geistreiches Gesangbuch (Halle 1714), später zu einem Band vereint.[25]

## Grenzen des Hallischen Pietismus
Johannes Wallmann urteilt: „Es wurde das Schicksal des hallischen Pietismus und schnitt ihm schließlich die Lebensfäden ab, daß er sich völlig in die Organisation des aufstrebenden preußischen Staates hineinziehen lassen mußte.“ Martin Brecht verweist allerdings darauf, dass sich der Hallische Pietismus den Unionsplänen von Lutheranern und Reformierten, die der Berliner Hof verfolgte, zäh und letztlich erfolgreich widersetzte. (Man hätte durch die Union die lutherischen Studenten aus anderen Staaten verloren, die sich in Halle in großer Zahl immatrikulierten.)
Problematischer sei gewesen, dass die Universitätsreform in Halle allein auf den Praxiswert des Theologiestudiums gesetzt habe und die Theorie vernachlässigte. Die Defizite zeigten sich in der Auseinandersetzung mit der Aufklärung. Symptomatisch war hier die Vertreibung des Aufklärungsphilosophen Christian Wolff von der Universität Halle. Auf Intervention Franckes hin ordnete Friedrich Wilhelm I. 1723 dessen Absetzung und Landesverweisung an. Brecht fasst zusammen: „Der Hallische Pietismus bediente sich in seinem Kampf gegen die Aufklärung auch … denunziatorischer Argumentation sowie der Inanspruchnahme staatlicher Gewalt… Er versuchte auf diese Weise seine denkerische Schwäche zu verdecken, die aus seiner Geringschätzung der Philosophie resultierte. Ein überzeugendes und konsequentes alternatives System vermochte er indes nicht zu offerieren.“